# Campionato centramericano femminile di pallacanestro 2004
Il 15º Campionato dell'America Centrale e Caraibico Femminile di Pallacanestro FIBA (noto anche come FIBA Centrobasket for Women 2004) si è svolto dal 27 al 31 luglio del 2004 a Città del Guatemala in Guatemala. Il torneo è stato vinto dalla nazionale cubana.
I FIBA Centrobasket sono una manifestazione contesa dalle squadre nazionali di Messico, Centro America e Caraibi, organizzata dalla CONCENCABA (Confederazione America Centrale e Caraibi), nell'ambito della FIBA Americas.

## Squadre partecipanti
- Costa Rica
- Cuba
- Guatemala
- Porto Rico

## Classifica finale
| Pos | Squadra    | V-P |
| --- | ---------- | --- |
|     | Cuba       | 5-0 |
|     | Porto Rico | 3-2 |
|     | Guatemala  | 2-3 |
| 4   | Costa Rica | 0-5 |